# Miagrammopes cambridgei
Miagrammopes cambridgei là một loài nhện trong họ Uloboridae.
Loài này thuộc chi Miagrammopes. Miagrammopes cambridgei được Tord Tamerlan Teodor Thorell miêu tả năm 1887.